# Stegodesmus leonis
Stegodesmus leonis är en mångfotingart som beskrevs av Cook 1896. Stegodesmus leonis ingår i släktet Stegodesmus och familjen fingerdubbelfotingar. Inga underarter finns listade i Catalogue of Life.